# Chlorophorus signatipennis
Chlorophorus signatipennis là một loài bọ cánh cứng trong họ Cerambycidae.